# Prix Pépite Tremplin
Le Prix Pépite Tremplin pour l’entrepreneuriat étudiant national est un concours créé par le Ministère de l'Enseignement supérieur et de la Recherche. Ce prix annuel est décerné au début du mois de juillet après une présélection au mois d'avril et un jury national au mois de juin. Ce dispositif s'inscrit dans le cadre du plan en faveur de l’entrepreneuriat étudiant.

## Le programme Prix Pépite Tremplin

### Historique
Créé en 2014, le Prix Pépite Tremplin est un prix national. Il s'agit d'un des volets d'I-LAB, dispositif de soutien à la création d'entreprises innovantes. Il a été organisé en partenariat avec Bpifrance Financement pour la 1re édition 2014 et la Caisse des dépôts pour la 2e édition 2015.

### Objectif
L'objectif est d'encourager l'entrepreneuriat étudiant et l'innovation, en soutenant les projets visant à la création d'entreprises innovantes. Ce soutien se base sur une récompense financière octroyée aux meilleurs projets, mais aussi via un accompagnement des lauréats en vue du développement de leur activité,,.

## Organisation
Ce prix est ouvert[source insuffisante] :
- aux étudiants et jeunes diplômés de 18 à 30 ans ;
- aux jeunes porteurs de projets ou chefs d'entreprises créées depuis le 1er juillet 2014 ;
- aux innovations technologiques et non-technologiques ;
- aux projets établis sur le territoire français.

Tout projet de création d'entreprise innovante peut être présenté. Le projet peut ainsi concerner une innovation technologique ou non-technologique. Par innovation non-technologique, il est entendu toute innovation d’usage ou fonctionnelle.

### Critère de sélection
Chaque Pépite organise un jury dédié au prix Pépite ou le fait en partenariat avec un concours entrepreneurial de son territoire. Cette phase permettra à chaque Pépite de sélectionner 4 lauréats territoriaux et parmi eux de retenir 1 lauréat national.
Chaque Pépite doit consulter le délégué régional académique à la recherche et à l’innovation (DRARI) et la délégation régionale de Bpifrance en ce qui concerne :
- les critères et modalités de sélection des lauréats territoriaux et nationaux et de leurs dauphins le cas échéant ;
- la nature des dotations aux lauréats territoriaux ;
- le calendrier qu’il met en place dans le cadre de la sélection ;
- les modalités d’organisation de la cérémonie territoriale.

### Montants des prix (édition 2025)
Pour les lauréats régionaux, 2000€ sont décerné par Bpifrance
Pour les lauréats nationaux, une dotation financière supplémentaire de 5000€ est versée par le Ministère chargé de l’Enseignement supérieur et de la Recherche.
Chaque Pépite sélectionnera 4 lauréats régionaux grâce à un jury dédié ainsi qu’un lauréat national.

## Les lauréats

### 11 ème Prix pépite 2024
| Catégorie                         | Lauréat                  |                       | Site internet          | Pépite de rattachement        |
| --------------------------------- | ------------------------ | --------------------- | ---------------------- | ----------------------------- |
| Ils sont dans le game             | Johanne RANDRIANARIVELO  | Hello Récit           | hellorecit.com         | Pépite 3EF                    |
| Ils sont dans le game             | William PIERQUIN         | Mately                | mately.gg              | Pépite Champagne-Ardenne      |
| Ils sont dans le game             | Raphaël ZELLER           | Gamesens              | gamesens.fr            | Pépite ETENA                  |
| Ils sont dans le game             | Elian JEULIN             | Daidala               | daidala.fr             | Pépite LR                     |
| Ils sont dans le game             | Léa LEFEBVRE             | Horrific Xpérience    |                        | Pépite oZer                   |
| Les solutions créatives           | Camille SCIASCIA         | Exhalys               |                        | Pépite Centre-Val de Loire    |
| Les solutions créatives           | Marnie ATGÉ              | CLARNIE               |                        | Pépite ECRIN                  |
| Les solutions créatives           | Thimoté DEGUETTE         | Solly                 | Solly.app              | Pépite Lille Haut-de-France   |
| Les solutions créatives           | Armand BARBRY            | Paperock              | Paperock.fr            | Pépite PACA-EST               |
| Les solutions créatives           | Clément GILLARDO         | Scubaccess            |                        | Pépite Nouvelle Calédonie     |
| Les solutions créatives           | Gwendoline HERNOT        | UNDA                  |                        | Pépite Bretagne               |
| Les solutions créatives           | Damien SCHNEIDER         | Modul’                | modul.day              | Pépite BFC                    |
| Ils sont habités par leur projet  | Paul BREMOND             | Parsewaves            | parsewaves.com         | Pépite Normandie              |
| Ils sont habités par leur projet  | Victor MAGAUD            | Phytopolis            | Phytopolis.fr          | Pépite CY Entreprendre        |
| Ils sont habités par leur projet  | Kevin KEITA              | OMNICITY              |                        | Pépite CréaJ IDF              |
| Ils sont habités par leur projet  | Aubin SAUTRON            | Ar’s (Avenir run’s)   |                        | Pépite La Réunion             |
| Ils sont habités par leur projet  | Pauline LANET            | Phos-Fer              |                        | Pépite Nord-Aquitain          |
| Ils sont habités par leur projet  | Félix MIQUEL             | Extra Terrasse        |                        | Pépite HESAM Entreprendre     |
| alimentation, nouvelle génération | Quentin SUZANNE          | Escalgue              |                        | Pépite Corse                  |
| alimentation, nouvelle génération | Jacques MERY DE MONTIGNY | GREEN FUSYON          | greenfusyon.com        | Pépite PEIPS                  |
| alimentation, nouvelle génération | James NELSON             | YANA HARVEST          |                        | Pépite Guyane                 |
| alimentation, nouvelle génération | Apolline CORREIA LOPES   | ARSÈNE                | arseneboissons.fr      | Pépite Pays de la Loire       |
| alimentation, nouvelle génération | Leelou BLIARD            | Allo'Soup             |                        | Pépite A2U                    |
| alimentation, nouvelle génération | Flore VIALLARD           | Nutrioo Zoo Nutrition | nutrioozoonutrition.fr | Pépite Clermont Auvergne      |
| ils prennent soin de nous         | John DJAFFAR             | Pictaderm             | pictaderm.com          | Pépite PSL                    |
| ils prennent soin de nous         | Mathias BRUNET-MANQUAT   | OmniSang              |                        | Pépite Sorbonne Université    |
| ils prennent soin de nous         | Mathilde BALLESTER       | HYGIDE                |                        | Pépite Provence               |
| ils prennent soin de nous         | Adam WILHELM             | MYOTHESIS             |                        | Pépite PON (Paris Ouest Nord) |
| ils prennent soin de nous         | Daniel WICZEW            | NEBULA                | nebulabio.tech         | Pépite PeeL                   |
| ils prennent soin de nous         | Marine ZANINI            | Miuk                  |                        | Pépite BeeLYS                 |
| ils prennent soin de nous         | Naomi VILLIOT            | Nami Beauty           | namibeauty.co          | Pépite ECA                    |